# Шенбруннський зоопарк
Шенбруннський зоопарк (нім. Tiergarten Schönbrunn) — зоопарк, розташований на території палацового комплексу Шенбрунн у столиці Австрії місті Відні. Обладнаний у 1752 році як наступник імператорського звіринця він є найстарішим у світі зоопарком.

## Історія
Звіринець на території теперішнього зоопарку існував ще 1570 року. Однак зоопарком він став лише у XVIII столітті — 1752 року з волі імператора Франца I (1708—1765). Тоді посередині зоопарку було споруджено павільйон для сніданків (від 1949 року використовується як ресторан). Його оточували тринадцять вольєрів для тварин, що утворювали в загальному плані якусь подобу тринадцяти скибок розрізаного пирога.

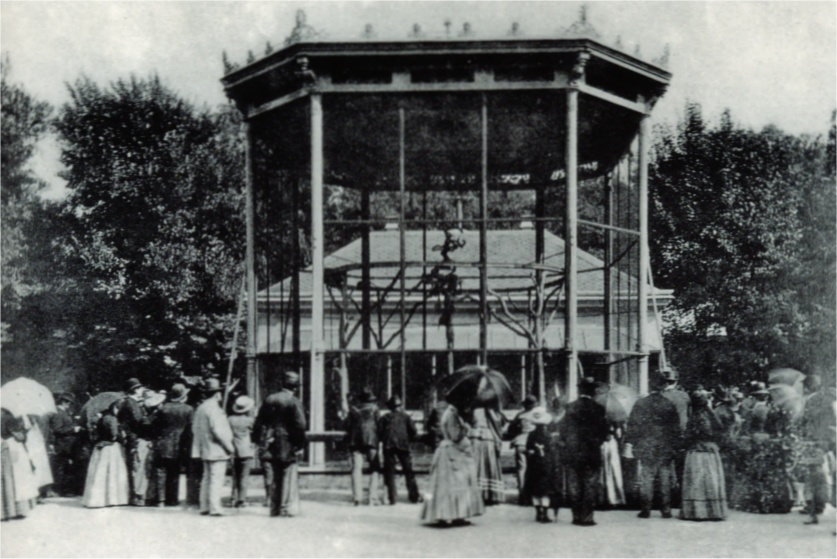
Мавпячий вольєр (1898)

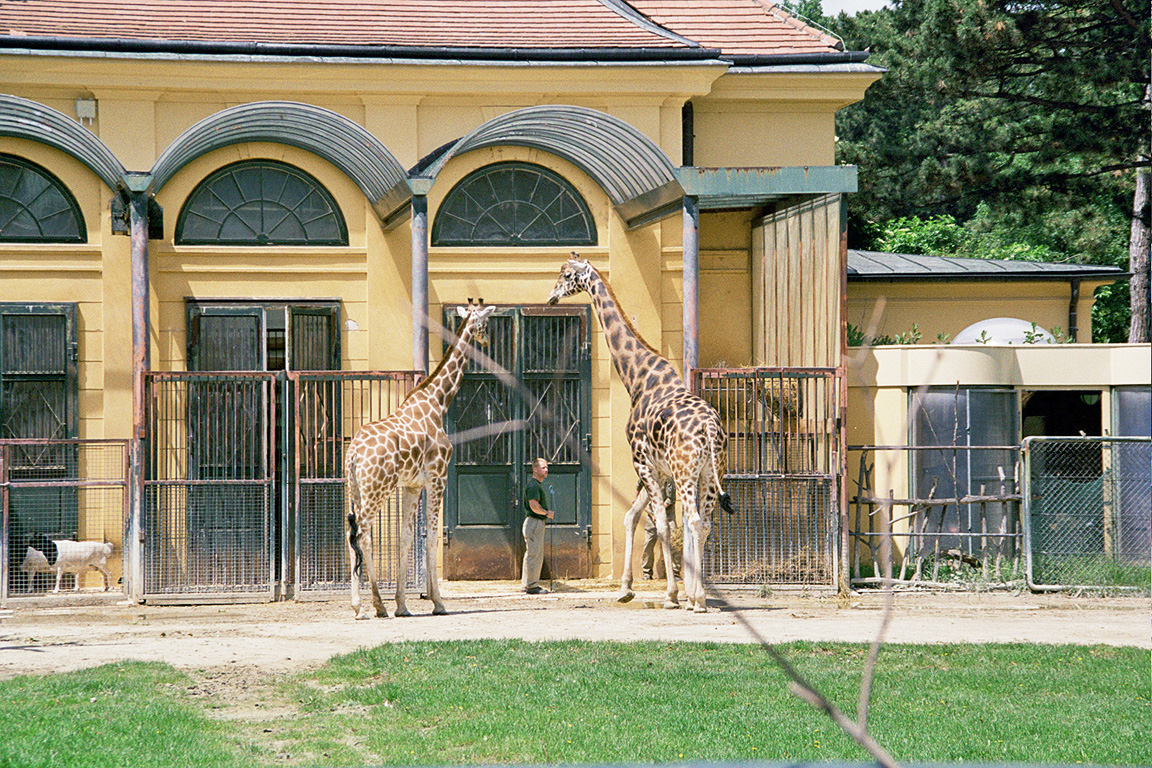
Вольєр з жирафами (2006)

Управління зоопарком спершу здійснювала виключно імператорська родина, зокрема, значну турботу про нього проявляла Марія Терезія, а відвідати парк із тваринами могли лише представники вищих станів.
У 1778 році Шенбруннський зоопарк було відкрито для загалу, причому вхід для відвідувачів на той час був безкоштовним, а відвідати диво-сад можна було лише по неділях.
Йосип II (1741—1790) спеціально організував експедиції до Африки та обидві Америки з метою привезти до Відня різноманітні види тварин. Таким чином, 1828 року в зоопарк привезли подарунок віцекороля Єгипту першу жирафу, що справило значний резонанс у тодішньому культурному житті австрійської столиці, спровокувавши як бум відвідуваності закладу, так і моду з «жирафячами» мотивами.
Наприкінці XIX століття відбулися значні зміни в управлінні й влаштуванні Зоопарку Шенбрунн — Алоїзу Краусу (Alois Kraus), що керував закладом у 1879—1919 роки, вдалося осучаснити історичні будівлі й організувати роботу зоопарку, наблизивши його до відвідувачів.
А 14 липня 1906 року в Шенбрунні з'явився на світ перший слон, що народився в умовах неволі.
На початок Першої світової війни в шенбруннському зоопарку було 3 500 тварин 712 видів. Однак, через брак кормів їхня чисельність згодом скоротилось до 900. 
Справжній розквіт Зоопарк у Шенбрунні пережив за урядування закладом Отто Антоніуса (Otto Antonius; 1924—1945), який уперше поставив діяльність установи на наукову основу, налагодив постійні зв'язки зоопарку з науково-дослідними та освітніми закладами, запровадив чимало новацій у організації роботи зоопарку, перебування тварин у ньому, відвідування парку тощо. Відтак, станом на 1930 рік чисельність тварин у зоопарку перевищила 3 000 особин, а Отто Антоніуса 1938 року було обрано Президентом новоствореної Міжнародної Спілки директорів зоопарків.
Значної шкоди зоопарку завдала Друга світова війна, коли в результаті бомбардувань кількість тварин зменшилась до 400, а численні приміщення закладу було зруйновано.
У 1980-ті Зоопарк Шенбрунн потерпав від фінансової скрути, розв'язати ж нагальні проблеми закладу вдалося лише після його приватизації 1992 року. На той час закладом управляв Гельмут Пехланер (Helmut Pechlaner), також президент австрійського відділення WWF, якому в значній мірі вдалося модернізувати установу та нормалізувати її фінансове становище.
2002 року Шенбруннський зоопарк бучно відзначив свій 250-літній ювілей, на честь чого навіть було випущено спеціальну срібну монету номіналом у 5 євро із зображенням тварин на тлі центрального павільйону. 
Починаючи від 1 січня 2007 року директоркою Шенбруннського зоопарку є Дагмар Шраттер (Dagmar Schratter).

## Мешканці

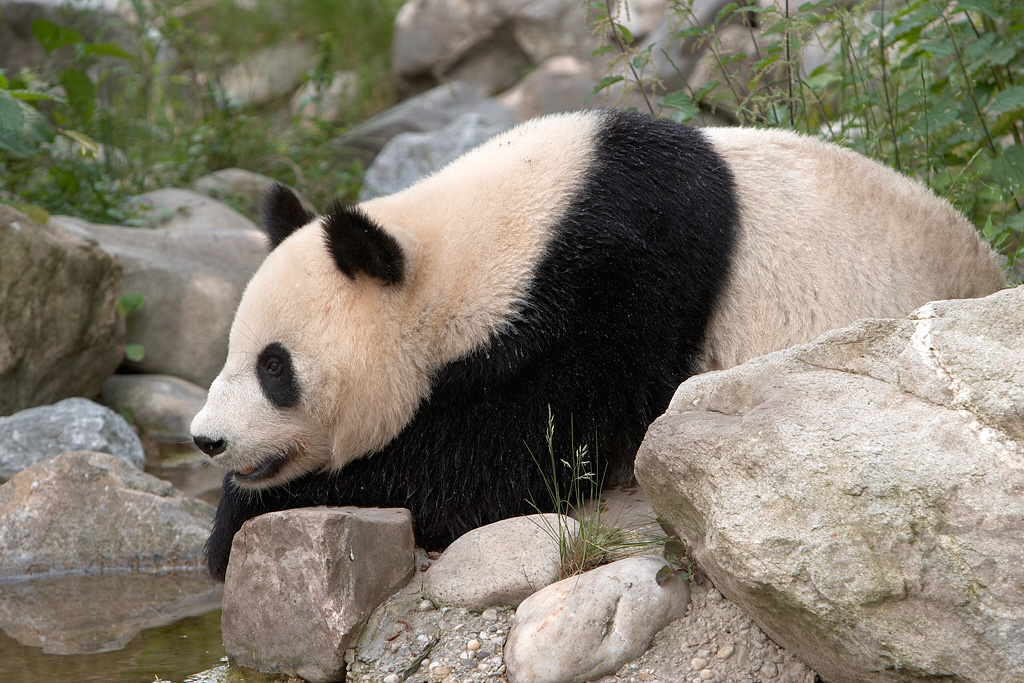
Велика панда у зоопарку

Зоопарк Шенбрунн є одним із небагатьох, де живуть великі панди. А 23 серпня 2007 року тут народилась перша в Європі панда, що з'явилась на світ у зоопарку без застосування штучного запліднення. 
Місцевий акваріум надає унікальну можливість здійснити прогулянку дном річки Амазонка, а у відкритому знову 2004 року відділенні Поляріум демонструються тварини, що мешкають в арктичній зоні. 
У Шенбруннському зоопарку також є тераріум. 
Проживання багатьох тварин у зоопарку спонсорується коштом корпоративних організацій та приватних фондів чи осіб.

## Діяльність
Зоопарк здійснює регулярні екскурсії, в тому числі нічні та спеціальні дитячі. 
Існує також можливість короткотермінового орендування деяких ділянок зоопарку (для зйомок, влаштування різноманітних заходів тощо). 
Співробітниками Зоопарку Шенбрунн провадиться різнобічна наукова діяльність, здійснюється видавнича діяльність тощо. При зоопарку функціонує ветеринарна клініка.

## Галерея

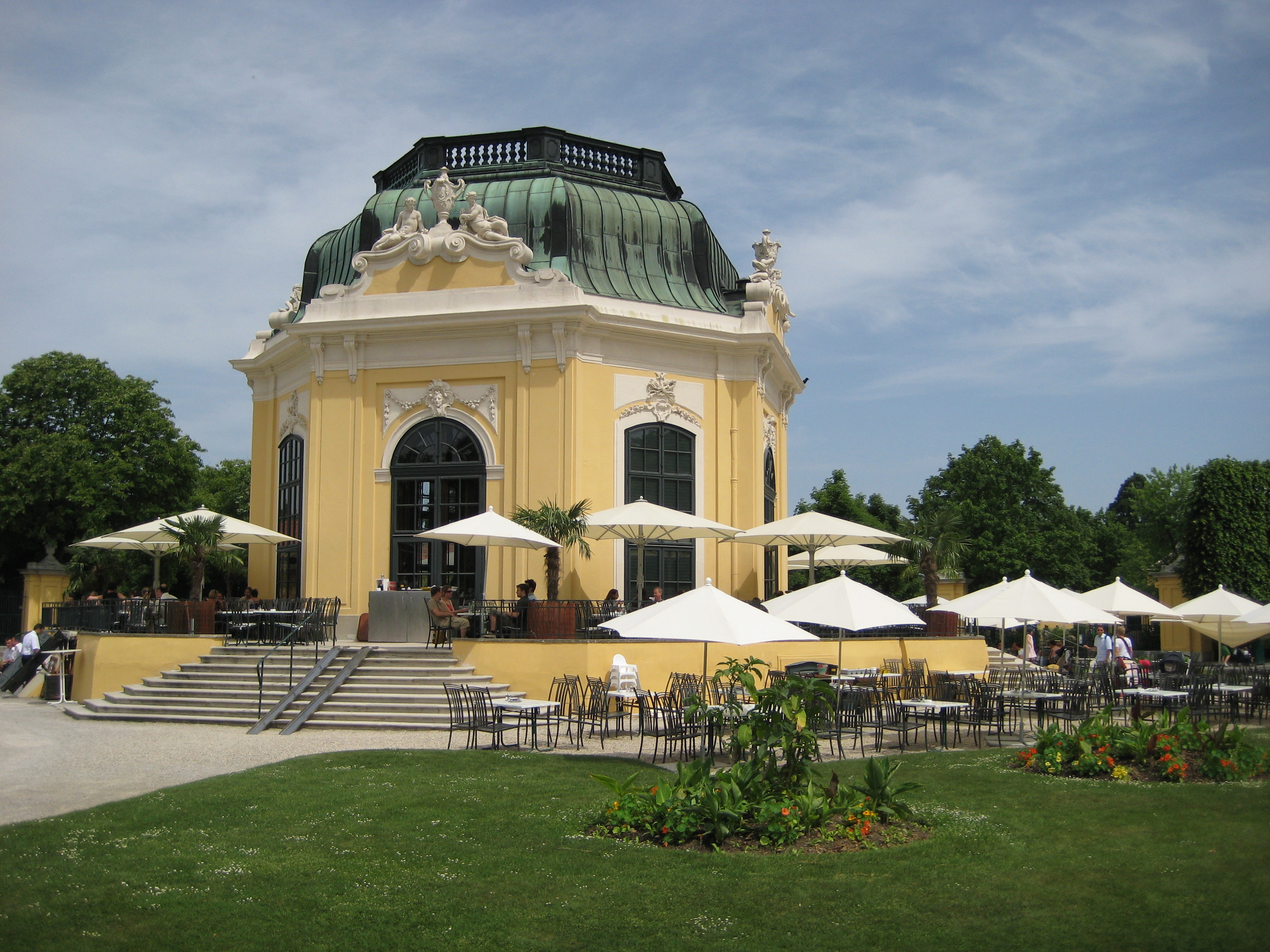
Колишній павільйон для сніданків імператора, а нині престижний ресторан у Зоопарку Шенбрунн
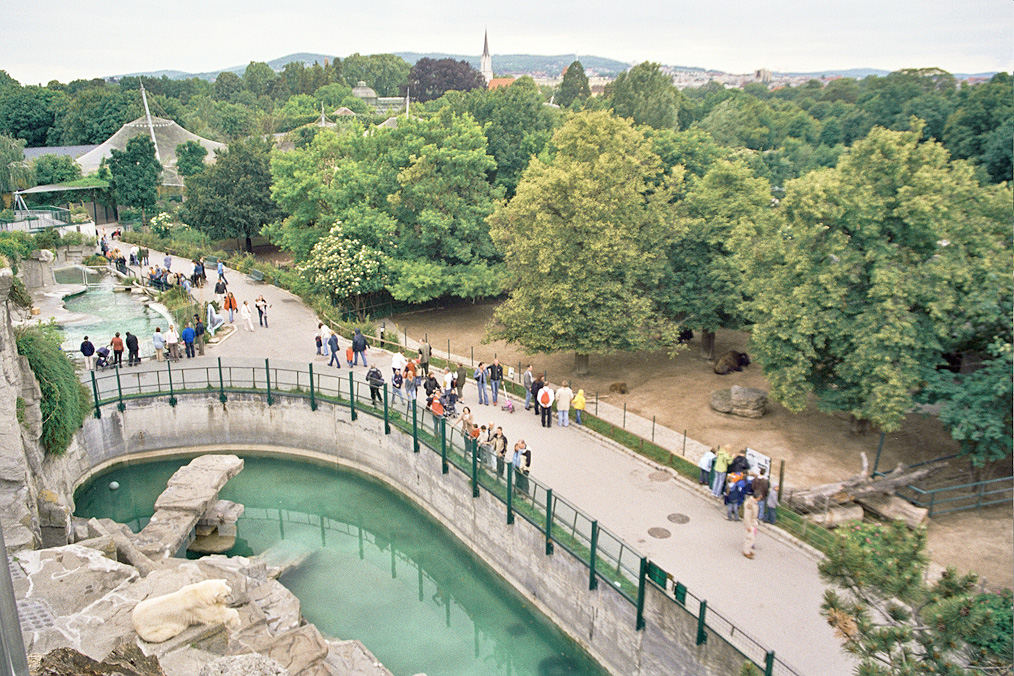
Зоопарковий місток
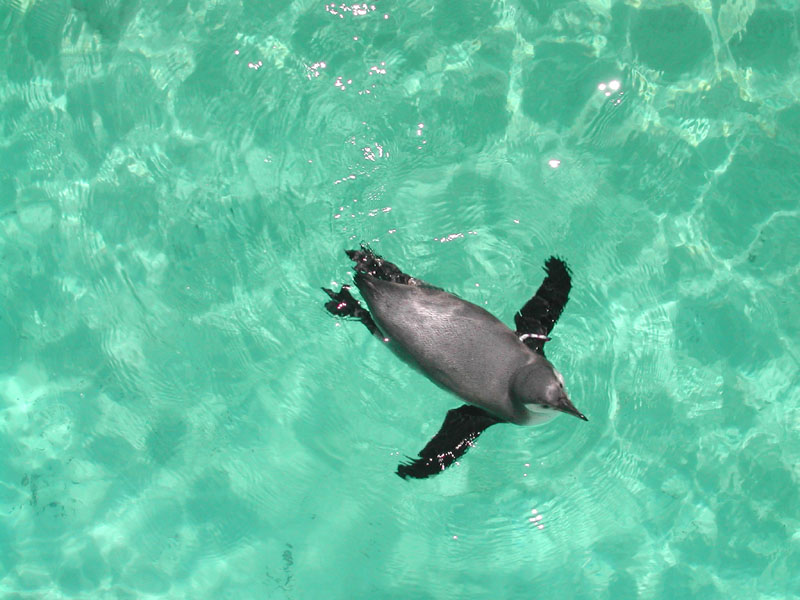
Пінгвін у щойно (2004) відкритому відділенні Поляріум
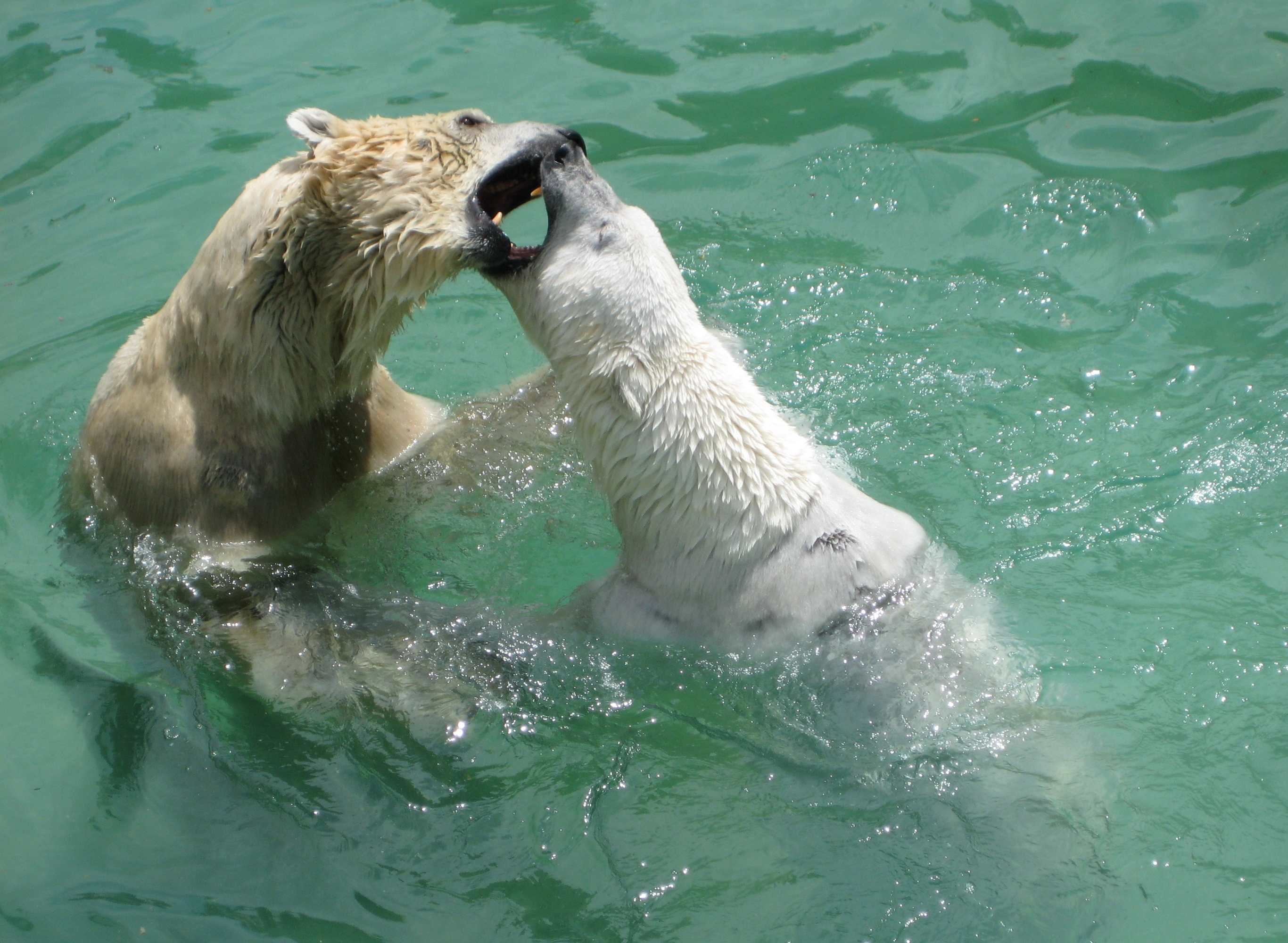
Білі ведмеді у Шенбруннському зоопарку